# Birkenstraße (metropolitana di Berlino)
La stazione di Birkenstraße è una stazione della metropolitana di Berlino, sulla linea U9.

## Storia
La stazione di Birkenstraße venne aperta all'esercizio il 28 agosto 1961, come parte della nuova linea G (oggi U9).

## Strutture e impianti
L'impianto, identificato dal codice "Bi", dista 530 m dalla stazione precedente (Westhafen) e 675 m da quella successiva (Turmstraße).

### Esplicative
1. ↑  La numerazione delle linee metropolitane di Berlino venne introdotta nel 1966.

### Bibliografiche
1. ↑  Lemke e Poppel (1992), p. 62.
2. 1 2  Lemke e Poppel (1992), p. 154.
3. 1 2  Seefeldt (2011), p. 4.